# Drženice
Drženice (maď. Derzsenye) jsou obec na Slovensku v okrese Levice v Nitranském kraji, na úpatí Štiavnických vrchů. Žije v nich 389 obyvatel. První písemná zmínka o vesnici pochází z roku 1296. V obci stojí evangelický kostel z 19. století. Do správního území obce zasahuje část národní přírodní rezervace Horšianska dolina. Součástí obce je vesnice Kmeťovce, kudy prochází hlavní silnice I/51 z Levic do Hontianských Nemců.
Sousedními obcemi jsou na západě Nová Dedina, na severu Devičany, na východě Bátovce, na jihovýchodě Žemberovce a na jihu Krškany.